# Stenellipsis crucifera
Stenellipsis crucifera är en skalbaggsart som först beskrevs av Fauvel 1906.  Stenellipsis crucifera ingår i släktet Stenellipsis och familjen långhorningar. Inga underarter finns listade i Catalogue of Life.